# 샤바브 알오르돈 SC
샤바브 알오르돈 SC(아랍어: نادي شباب الأردن ‘요르단 청년 클럽’[*])은 요르단의 수도 암만을 연고로 하는 축구 클럽이다. 이 팀은 현재 요르단 프로리그에 출전하고 있다.

## 성적
- 요르단 프로리그 2회 우승 (2006, 2013)
- 요르단 FA컵 2회 우승 (2006, 2007)
- 요르단 FA 실드 1회 우승 (2007)
- 요르단 슈퍼컵 2회 우승 (2007, 2013)
- AFC컵 1회 우승 (2007)

## 선수 명단

### 현역
참고: FIFA 자격 규정에 따라 소속된 국가대표팀 국기를 표시합니다. 선수는 복수의 FIFA 비회원국 국적을 가지고 있을 수 있습니다.
| 번호 | 포지션 | 국적 | 이름 |
| ---- | ------ | ---- | ---- |

| 번호 | 포지션 | 국적 | 이름 |
| ---- | ------ | ---- | ---- |

## 역대 감독
| 감독               | 임기        |
| ------------------ | ----------- |
| 니자르 마흐루스    | 2006 ~ 2008 |
| 마흐무드 알 하디드 | 2022 ~      |